# Bazylika Santa Maria delle Vigne

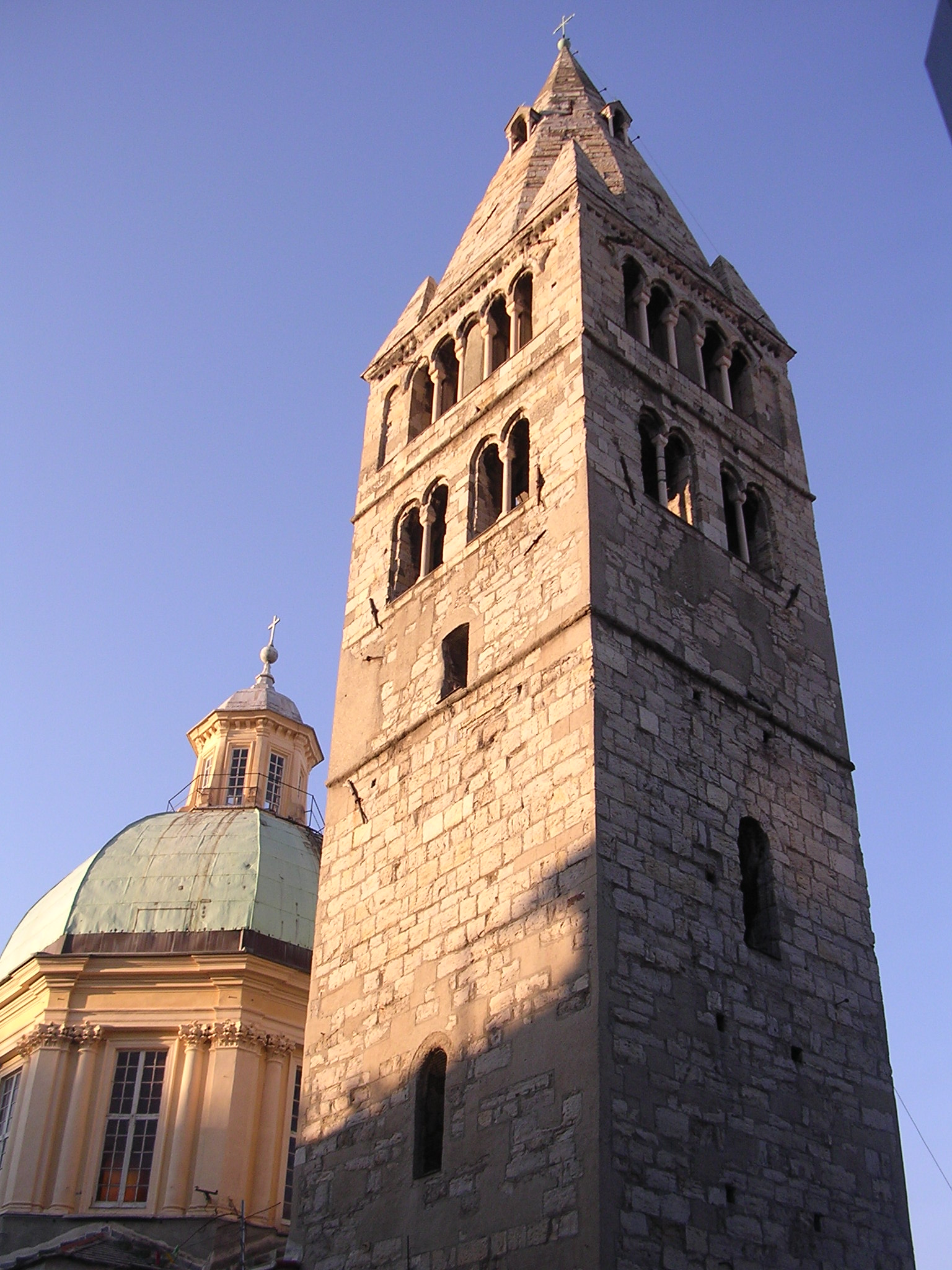
Romańska kampanila (za nią widoczna kopuła)

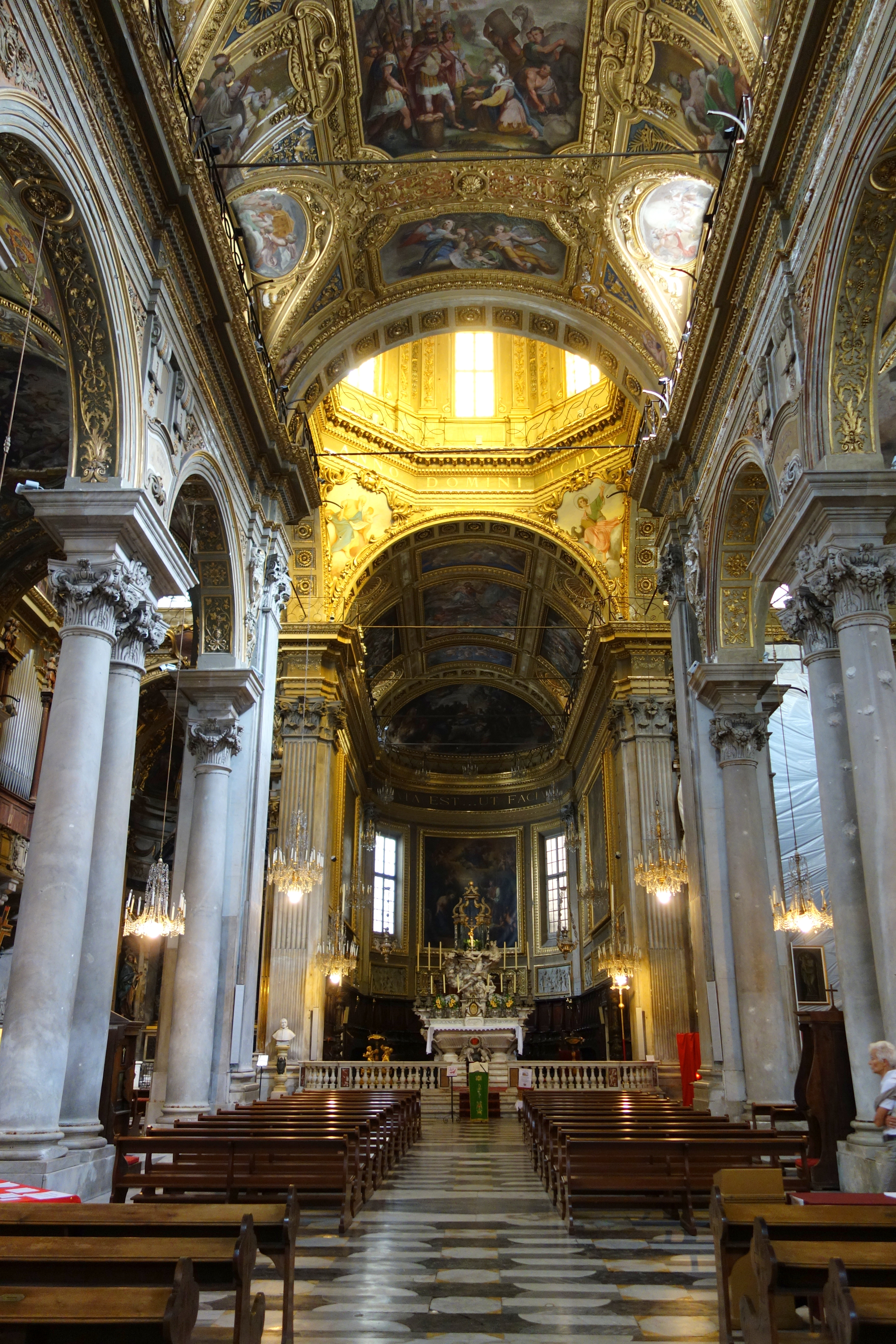
Wnętrze bazyliki

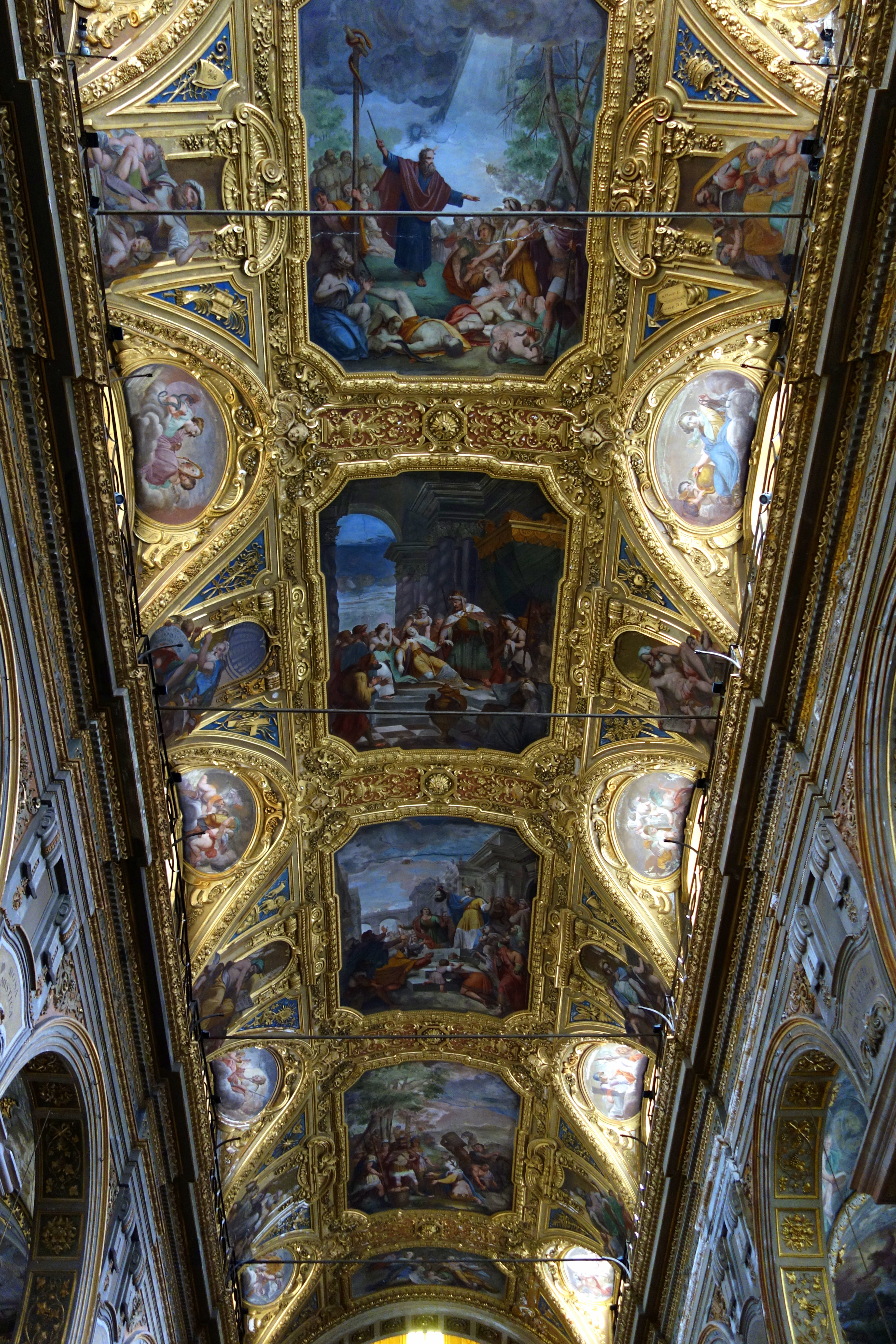
Sklepienie nawy głównej

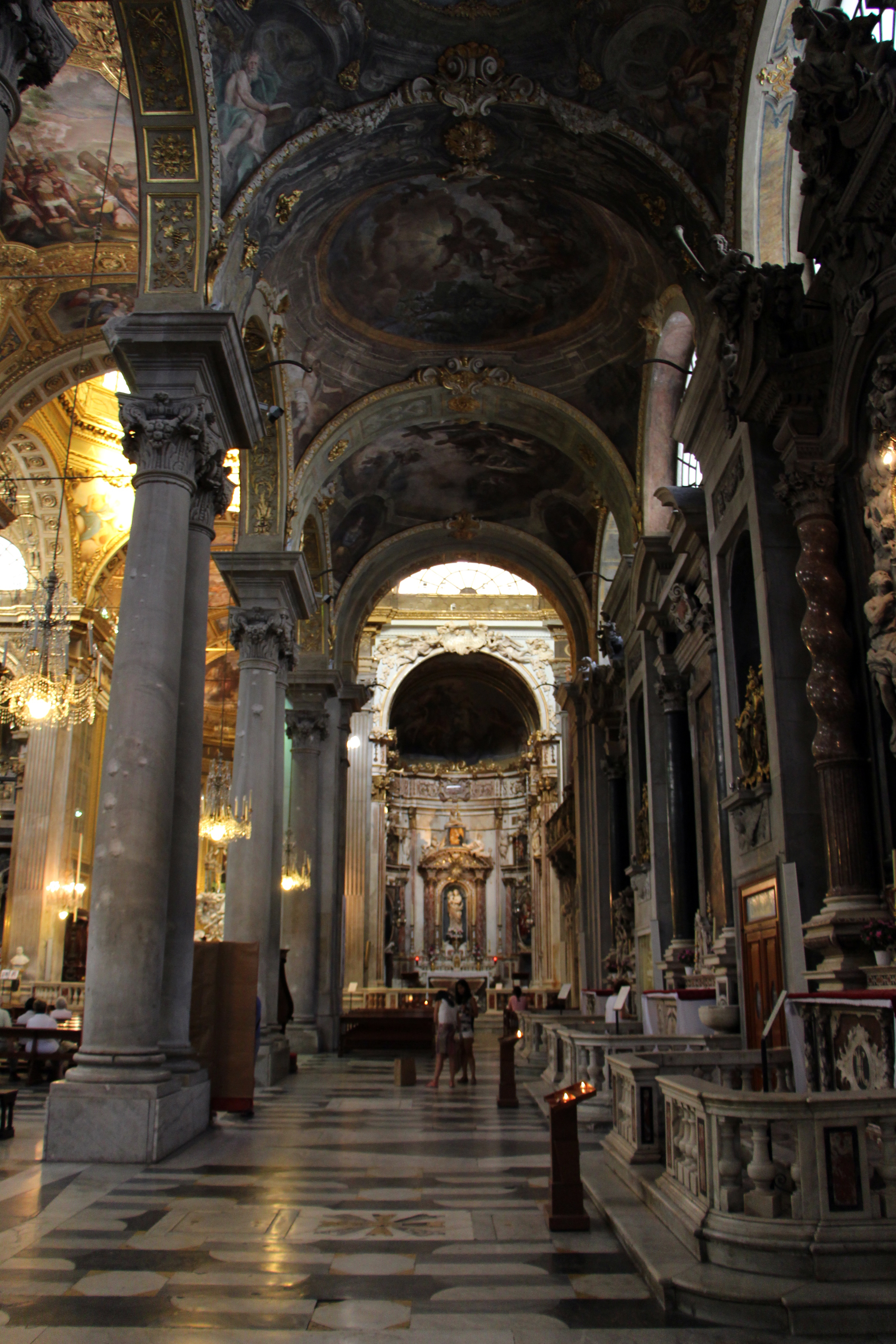
Nawa prawa

Bazylika Santa Maria delle Vigne (pol. bazylika Najświętszej Maryi Panny z Winnic; oficjalna nazwa: Insigne Collegiata e Basilica Santa Maria delle Vigne) – rzymskokatolicki kościół w Genui w dzielnicy Maddalena. Jest kościołem parafialnym w parafii pod tym samym wezwaniem, należącej do dekanatu Centro Ovest w Archidiecezji Genui.
Kościół Santa Maria delle Vigne budowany był, z przerwami, przez blisko 9 stuleci (980–1848), choć, według zachowanych archiwów, jego początki sięgają VI wieku. Jest najstarszą kolegiatą w Genui (od 1061 roku) i najstarszym sanktuarium maryjnym w tym mieście; z uwagi na ten ostatni fakt nosi miano Pierwszego Sanktuarium Maryjnego Miasta Genua (Primo Santuario Mariano della Città di Genova). W 1983 roku podniesiony do godności bazyliki mniejszej.

## Historia i architektura

### Początki
Według dokumentacji archeologicznej i historycznej kościół Santa Maria delle Vigne należy do najstarszych kościołów Genui, obok takich wczesnochrześcijańskich budowli jak, między innymi: San Siro, San Pancrazio, Santo Stefano, Santa Maria di Castello, San Giorgio, San Lorenzo, San Donato, Sant’Andrea, San Giovanni di Pré.
Początek kościoła można wiązać z pierwotną kaplicą wotywną z VI wieku, w której od 560 roku zaczęła być czczona Matka Boża, obdarzona tytułem: „Sancta Maria Vineis” („Najświętsza Maryja Panna z Winnic”). Informacja ta opiera się na bardzo starym kalendarzu liturgicznym, odkrytym w XVIII wieku w archiwum kościoła. W latach 650–680 rozbudowano kaplicę i udekorowano ją wykorzystując kamień pochodzący z Luni.

### Kościół romański
W latach 916–918 miała miejsce pierwsza oficjalna konsekracja kościoła, której dokonał biskup Raperto. W 980 roku wicehrabia Oberto przy pomocy Ida di Carmandino rozpoczął budowę nowej, okazałej świątyni Matki Boskiej, usytuowanej pośrodku terenu, na którym wówczas znajdowały się winnice; podstawowym celem budowy kościoła w tym miejscu było również wykorzenienie praktykowanych tam, dawnych przesądów. Pierwsze pisemne wzmianki o wznoszeniu go w 980 roku pochodzą z XIII-wiecznego dzieła bł. Jakuba de Voragine, arcybiskupa Genui. Część dochodów z winnicy przeznaczana była na budowę świątyni. Do winnicy nawiązuje również święto parafialne, celebrowane corocznie 21 listopada, ustanowione oficjalnie dekretem doży z 1632 roku. Już od początku XVII wieku doża i wysocy urzędnicy Republiki Genui mieli zwyczaj uczestniczyć w pielgrzymce do tego sanktuarium, aby oddać hołd Matce Bożej w dniu jej głównego święta. Wtedy też widoczna stała się dominacja sanktuarium nad innymi kościołami w centrum miasta, jeśli chodzi o kult Matki Bożej.
Z oryginalnej świątyni, będącej przypuszczalnie dziełem artystów lombardzkich, przetrwała do dziś tylko część ścian zewnętrznych, zbudowanych z bloków kamiennych: teoretyczna rekonstrukcja M. Bruzza z 1920 roku ukazuje dużą bazylikę podzieloną kolumnami na trzy nawy: bardzo wysoką główną i dwie boczne, niższe. Nawa główna została zwieńczona niewielką kopułą i zamknięta półkolistym prezbiterium; brakowało jedynie dzwonnicy, którą zbudowano prawie dwa wieki później, kiedy teren winnic znalazł się już w obrębie nowych murów miejskich, a obszar otaczający kościół i klasztor zaczął być zabudowywany. Wówczas zbudowano wysoką na 62 m dzwonnicę, posadowioną na masywnej, łukowo sklepionej bramie przejazdowej. Smukłe ściany dzwonnicy przebite zostały biforiami i pentaforiami, a zwieńczyła ją centralnie umieszczona iglica w formie piramidy, otoczona czterema mniejszymi wieżyczkami. Najlepszym przykładem przejścia od stylu romańskiego do gotyku w Genui była bliźniacza dzwonnica bazyliki San Siro, zburzona w 1904 roku ze względu na zagrożenie zawaleniem i już nie odbudowana. Klasztor, wzniesiony w 1025 roku jako założenie dwukondygnacyjne z arkadami na planie niemal kwadratowym, wspiera się filarach i kolumnach z różnorodnymi kapitelami. W centrum założenia zbudowano studnię, będącą źródłem wody pitnej dla mieszkańców.

#### Kolegiata
Zachował się dokument z 1061 roku potwierdzający istnienie przy kościele kapituły kanoników; wynika z niego, iż Santa Maria delle Vigne jest najstarszą kolegiatą w Genui. Pierwszym oficjalnym pismem potwierdzającym istnienie kolegium kanoników przy kościele jest bulla papieża Honoriusza III; ustaliła ona ich liczbę na 12 oraz wprowadziła reguły życia wspólnotowego, do których przestrzegania byli zobowiązani. 14 lutego 1375 roku wydano statuty kapitulne, regulujące działalność kapituły; zostały one jeszcze w tym samym roku zatwierdzone przez arcybiskupa Genui, Andreę Della Torre. Dzięki brewe papieża Aleksandra VI kolegiata Santa Maria delle Vigne otrzymała prawo do używania podczas procesji podwójnego krzyża arcybiskupiego, a jej święto patronalne z 21 listopada zostało ogłoszone dniem półświątecznym w całej archidiecezji. W 1503 roku Giuliano Della Rovere, wcześniej kanonik przy kolegiacie, w czasie sprawowania urzędu Administratora Apostolskiego w Savonie został wybrany papieżem przyjmując imię Juliusz II. 19 lipca 1710 roku Kongregacja ds. Obrzędów nadała kapitule tytuł Insigne.

#### Kościół parafialny
W 1147 roku kościół Santa Maria delle Vigne został ustanowiony siedzibą parafii, a następnie włączony do grupy kościołów uprawnionych do udziału w wyborach arcybiskupów miasta.

### Wiek XIV i XV
Intensywna urbanizacja wokół kościoła i rozwój gospodarczy sprawił, że wyrosło tu wiele rodzin patrycjuszowskich, które dorobiły się na handlu i finansach: Grillo, De Franchi, De Negro, Vivaldi, Imperiale i Grimaldi. Przyczyniły się one do utrzymania kościoła i jego wystroju, chociaż w obecnej świątyni, w wyniku kolejnych przebudów i częstych remontów, przetrwało niewiele śladów z tamtego okresu. Na ścianie bocznej lewej nawy wciąż znajduje się kolumna, prawdopodobnie romańska, ozdobiona wizerunkiem Madonny karmiącej Dzieciątko, datowanym na XV wiek, umieszczonym w XVIII-wiecznej edykule. Kolejnymi dziełami z tamtego okresu są: obraz na desce Madonna z Dzieciątkiem i aniołami Giovanniego Mazone z 1465 roku, umieszczony w marmurowym ołtarzu dłuta Daniele Solaro, obraz Madonna z Dzieciątkiem pędzla Taddea di Bartolo z około 1397/1398 roku, znajdujący się w prawej kaplicy apsydialnej czy ulokowana po przeciwnej stronie marmurowa płyta nagrobna Cechu Złotników z 1459 roku, przedstawiająca ich patrona św. Eligiusza. W międzyczasie kościół wzbogacał się o prywatne kaplice, należące do różnych stowarzyszeń i gildii.
Z XV wieku pochodzi również portal w prawej ścianie, flankowany posągami i ozdobiony freskiem Domenica Pioli.

### Kościół barokowy
W latach 1590–1596 przeprowadzono w kościele prace budowlane pod nadzorem Gaspare Della Corte; ponieważ objęły one tylko apsydę, pierwotna struktura romańska pozostała nienaruszona. Większej przebudowy kościoła, już w duchu barokowym, dokonano po 1640 roku pod nadzorem Daniele Caselli. Ten pochodzący z Ticino architekt i rzeźbiarz, przebudował nawy podnosząc boczne i obniżając środkową poprzez zbudowanie sklepienia kolebkowego pod pierwotną więźbą dachową; wprowadził poza tym system podwójnych kolumn, podobnie jak w bazylice San Siro, a także zbudował ośmioboczną kopułę, która zastąpiła tyburium.

#### Koronacja obrazu
W 1616 został koronowany nowy wizerunek Nostra Signora delle Vigne, a wkrótce po tym wydarzeniu doża Bernardo Clavarezza ogłosił Matkę Bożą Królową Genui.

### XIX wiek
Koniec XVIII wieku oznaczał także koniec Republiki Genui, jej dobrowolne przyłączenie się do napoleońskiej Francji jako Demokratycznej Republiki Ligurii oraz okres napoleoński w jej dziejach. Wydarzenia te odcisnęły też swoje piętno na życiu kościoła, choć nie dotknęła go bezpośrednio przechodząca przez miasto fala antyklerykalizmu, wywołana czynnikami bardziej politycznymi niż religijnymi, która doprowadziła do likwidacji wielu zakonów oraz zniesienia szeregu kościołów i klasztorów, w tym zwłaszcza kościoła San Domenico na obecnym Piazza De Ferrari oraz kompleksu San Francesco di Castelletto. W 1815 roku decyzją kongresu wiedeńskiego Genua została włączona do Królestwa Sardynii. 16 kwietnia tego samego roku wizytę w kościele złożył powracający z przymusowej emigracji we Francji do Rzymu papież Pius VII. Podejmowany przez ówczesnego prepozyta kapituły Antonia Podestà, odprawił mszę i spożył posiłek w klasztorze, po czym przyznał kanonikom przywilej noszenia czerwonego mucetu, a trzy lata później nadał kościołowi inne przywileje duchowe i kanoniczne, w tym przywilej odpustu zupełnego, udzielanego przy ołtarzu Madonny.
W latach 1841–1848 Italo Cremona zaprojektował nową fasadę z marmuru, utrzymaną w późnym stylu neoklasycystycznym. Kolejne dekady w historii kościoła przebiegały pod znakiem prac dekoracyjnych w jego wnętrzu, w tym działalności Luigiego Gainottiego (freski na sklepieniu kopuły).
22 listopada 1854 roku w kościele został ochrzczony Giacomo della Chiesa, późniejszy papież Benedykt XV, związany przez pierwsze 21 lat swojego życia z tutejszą parafią.

### XX i XXI wiek
W 1915 roku delegacja pod przewodnictwem arcybiskupa Genui Ludovica Gavottiego udała się do Rzymu, gdzie podarowała papieżowi Benedyktowi XV wykonany ze srebra posąg Madonny z Winnic; w 1920 roku ten sam papież postanowił podarować złote korony dla uczczenia trzeciego stulecia Koronacji Najświętszej Marii Panny, obchodzonej z czteroletnim opóźnieniem z powodu wojny. Kolejny konflikt zbrojny, który przyszedł ponad dwadzieścia lat później, wyrządził szkody, choć dotknęły one kościół w mniejszym stopniu, niż inne obiekty świeckie i sakralne Genui. Najpoważniejsze straty zostały spowodowane przez bombę, zrzuconą w nocy z 22 na 23 października 1942 roku, która zniszczyła kopułę, bogatą sztukaterię, obrazy Giuseppe Passano i niemal całkowicie dach prawej nawy. Kościół jednak szybko podniósł się ze zniszczeń wojennych, powracając dzięki renowacji do dawnego blasku. W 1980 roku w obecności arcybiskupa Genui, kardynała Giuseppe Siri, biskupów i mieszkańców archidiecezji uroczyście obchodzono tysiąclecie założenia kościoła.
8 stycznia 1983 roku papież Jan Paweł II nadał kościołowi Santa Maria delle Vigne tytuł i prerogatywy bazyliki mniejszej potwierdzając jej status „Pierwszego Sanktuarium Maryjnego Miasta Genua”.
Obecnie bazylika delle Vigne prowadzi swoją działalność na kilku frontach: obok posługi religijnej wypełnia ważne zadania społeczne i edukacyjne (w tym edukacja dzieci), angażuje się również w inicjatywy mające na celu rewitalizację i modernizację Historycznego Centrum Genui.

## Wnętrze

### Prezbiterium
Prezbiterium zostało rozbudowane w 1598 roku według projektów Della Corte. Na jego sklepieniu widnieją freski Lazzara Tavarone z 1612 roku, zaś na ścianach obrazy: Ofiarowanie Giovanniego Davida, Narodzenie Giuseppe Cadesa oraz Zwiastowanie Carla Giuseppe Rattiego. Koło zakrystii wiszą obrazy Zwiastowanie Francesca Spezzino i Ukrzyżowanie Stefana Magnasco.

#### Ołtarz główny
Ołtarz główny kościoła Santa Maria delle Vigne wyrzeźbili w latach 1692–1713 z białego marmuru Pierre Puget i Giacomo Antonio Ponsonelli. Zleceniodawcą był w 1692 roku szlachcic Marcantonio Grillo, który sprawował patronat nad prezbiterium. Dzieło rozpoczął Puget, a ukończył Ponsonelli zachowując jedynie częściowo projekt poprzednika. Ołtarz został tak zaprojektowany, aby umożliwić obejście go wokół. Część tylna ołtarza została starannie wykończona, aby umożliwić podziwianie go również kanonikom kolegiaty, którzy siedzieli w drewnianych stallach prezbiterium. Kompozycyjnie przypomina on ołtarz z bazyliki San Siro; w części dolnej, pod stołem ołtarzowym widnieją symbole czterech Ewangelistów, rozmieszczone wokół ozdobnej urny, podczas gdy nad stołem umieszczono grupę rzeźbiarską złożoną z obłoków, cherubinów i anioła naturalnej wielkości, unoszących w glorii niewielką świątynię, składającą się z ośmiu marmurowych kolumienek. Postacie tworzące grupę zostały ułożone w taki sposób, aby wyrażały ruch pionowy, ku górze.

### Prawa nawa

#### Kaplica Najświętszej Maryi Panny Ukoronowanej
Kaplica Najświętszej Maryi Panny Ukoronowanej znajduje się na początku prawej nawy. Opiekę nad nią sprawowała w ciągu wieków rodzina Massari. Kaplicę zbudowali z białego marmuru w latach 1603–1716 Tommaso Orsolino i Filippo Parodi. Jej powstanie związane jest z odkryciem w 1603 roku niewielkiego obrazu przedstawiającego Madonnę z Dzieciątkiem, przypisywanego Taddeo di Bartolo, namalowanego w latach 1396–1397 i umieszczonego w panelu ponad ołtarzem. Kaplica od początku odgrywała kluczową rolę w kulcie miejskim. W 1616 roku została umieszczona na ołtarzu figura przedstawiająca Madonnę z Dzieciątkiem, będąca pierwszym dziełem datowanym i sygnowanym przez genueńskiego rzeźbiarza Tommasa Orsolino. Postać Madonny spowita jest w płaszcz, którego fałdy oddają zarys jej ciała wspartego na prawej nodze. Na ręku trzyma Dzieciątko, oparte na jej ramieniu i ukazane w geście błogosławieństwa. Prace dekoracyjne w kaplicy trwały przez cały XVII wiek. W ósmej dekadzie XVII wieku w dzieło to włączył się Filippo Parodi rzeźbiąc trzy posągi cnót, umieszczonych na tympanonie ołtarza. Następnie dodał dekorację marmurową w formie winorośli i winogron, biegnącą wzdłuż obwodu kaplicy i łukowo sklepionego wejścia do niej, podtrzymywaną na krańcach przez dwa anioły.

#### Pierwszy ołtarz
Pierwszy ołtarz wypełnia obraz Znalezienie Krzyża Świętego pędzla Domenica Pioli. Obok ołtarza znajduje się obraz Matka Boska Bolesna przypisywany Guidowi Reniemu.

#### Drugi ołtarz
W ołtarzu znajduje się obraz olejny Św. Michał Archanioł, namalowany około 1682 roku na zlecenie rodziny Imperiale przez Gregoria De Ferrari. Św. Michał, którego nogi i skrzydła wydają się przebijać płaszczyznę obrazu, dając poczucie dynamizmu, uderza w dramatyczny sposób powalonego Lucyfera, ułożonego ukośnie i w przeciwnym kierunku w stosunku do Archanioła. Dynamizm kompozycji podkreślają znajdujący się górnej części płótna aniołowie i cherubini, którzy okrężnymi ruchami wydają się spowijać Archanioła; natomiast stłamszone ciala demonów w dolnej części malowidła podkreślają triumf wiary nad złem.

#### Trzeci ołtarz
Ołtarz wypełnia dynamiczna i ożywiona płaskorzeźba z marmuru Święci Jan Chrzciciel i Roch orędujący za duszami w czyśćcu dłuta Daniella Solaro, powstała między 1650 a 1675 rokiem. Tematem dzieła są spowite płomieniami dusze postaci, których twarze wyraziście odcinają się od tła. Falisty ruch płomieni i gesty adoracji i modlitwy postaci w połączeniu z lecącymi aniołami i cherubinami, wypełniającymi centrum i górną część kompozycji oznaczają niebiańską chwałę kierującą wzrok wiernych ku centralnie umieszczonemu, oprawionemu w złotą ramę obrazowi Madonny z Dzieciątkiem pędzla Giovanniego Mazone z około 1465 roku. Problem braku głębi marmurowej płaskorzeźby artysta rozwiązał poprzez współrzędne zbliżenie poszczególnych elementów kompozycji. Wszystkie postacie ukazane są na pierwszym planie, jedna nad drugą: dusze w czyśćcu w części dolnej, Święci Jan Chrzciciel i Roch – po bokach kompozycji, natomiast aniołowie w chwale – w części górnej; ożywiają oni i czynią jeszcze bardziej prawdziwym nadprzyrodzony obraz Madonny z Dzieciątkiem. Biel marmuru kontrastuje z żywymi kolorami niewielkiego obrazu podkreślając, iż stanowi on główny element ołtarza.

#### Czwarty ołtarz
Obraz ołtarzowy stanowi płótno Giovanniego Andrei Carlone Zwiastowanie.

#### Piąty ołtarz
W ołtarzu znajduje się obraz Domenica Parodiego Święci Leonard i Stefan.

### Lewa nawa

#### Kaplica na początku lewej nawy
Kaplica po lewej stronie ołtarza głównego oraz jej obraz ołtarzowy są dziełem Antona Marii Maragliano.

#### Pierwszy ołtarz
Ołtarz wypełnia obraz Trójca Carla Giuseppe Rattiego.

#### Drugi ołtarz
W ołtarzu znajduje się płótno Domenica Pioli Wizja świętego Jana.

#### Płyta nagrobna Cechu Złotników
Marmurowy nagrobek z 1459 roku, należący do Cechu Złotników, przedstawia św. Eligiusza.

#### Czwarty ołtarz
Ołtarz wypełnia płótno Bernarda Castello Święci i Święte.

#### Piąty ołtarz
W ołtarzu znajduje się obraz Madonna i święci Giovanniego Battisty Casoniego.

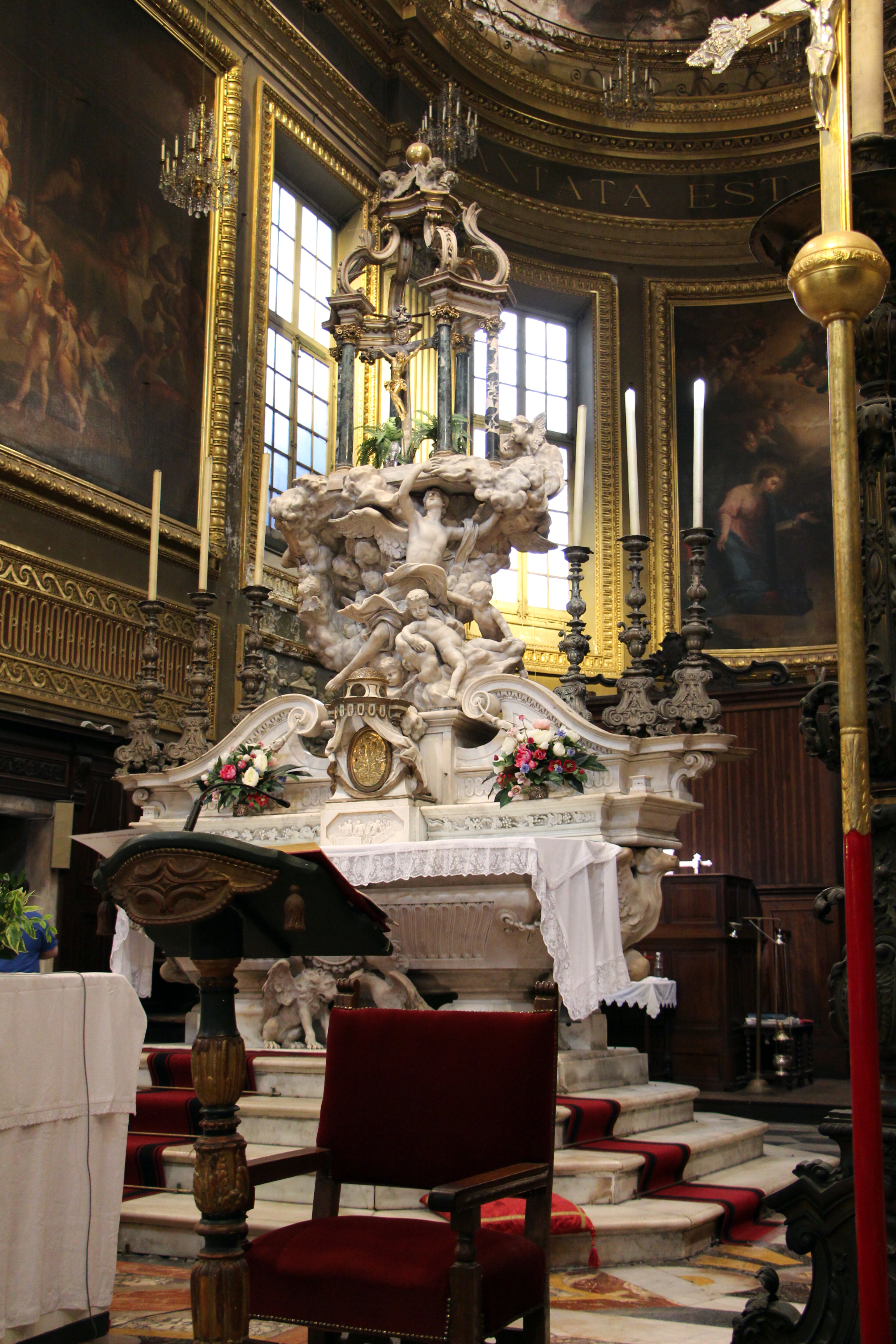
Ołtarz główny
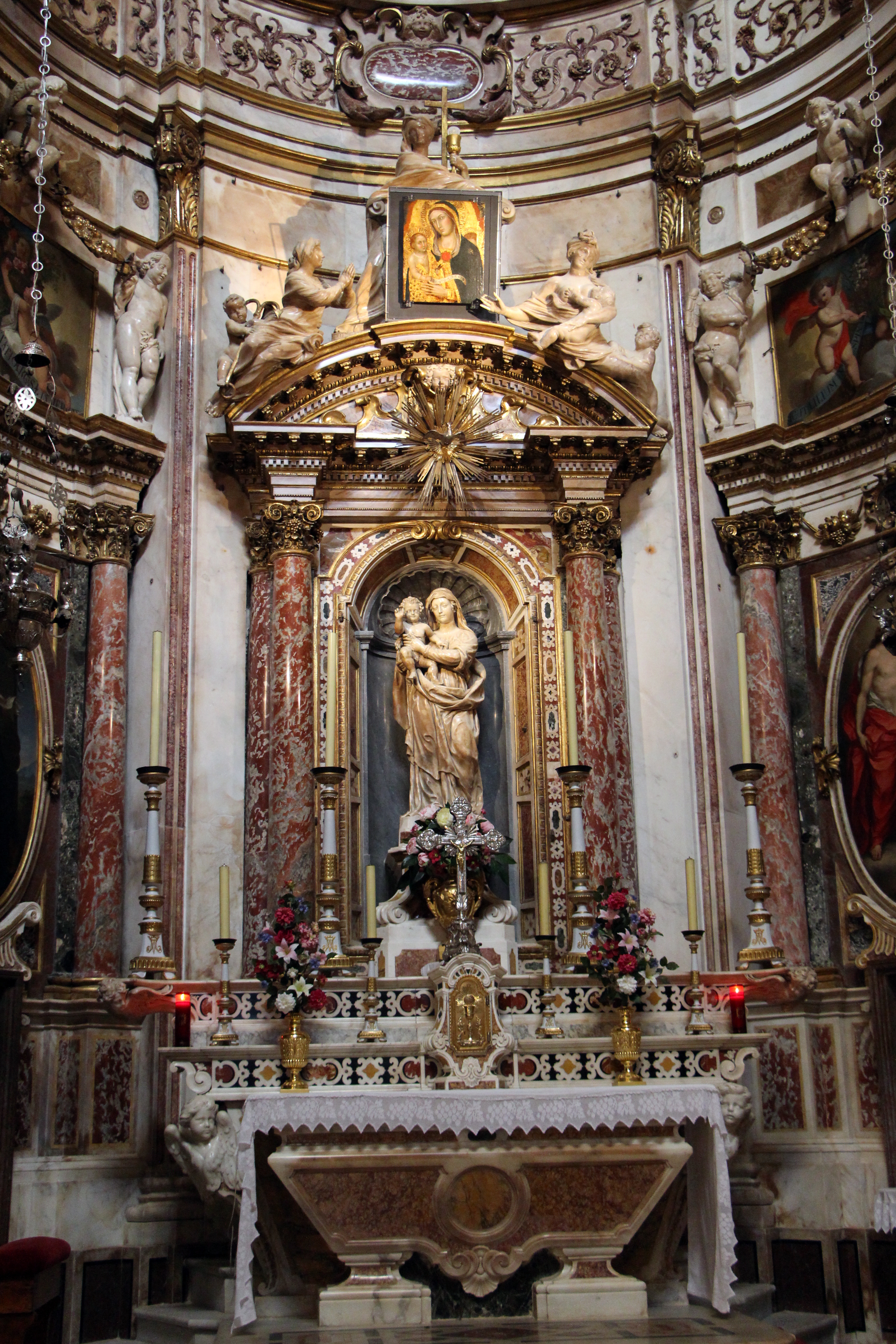
Kaplica Najświętszej Maryi Panny Ukoronowanej
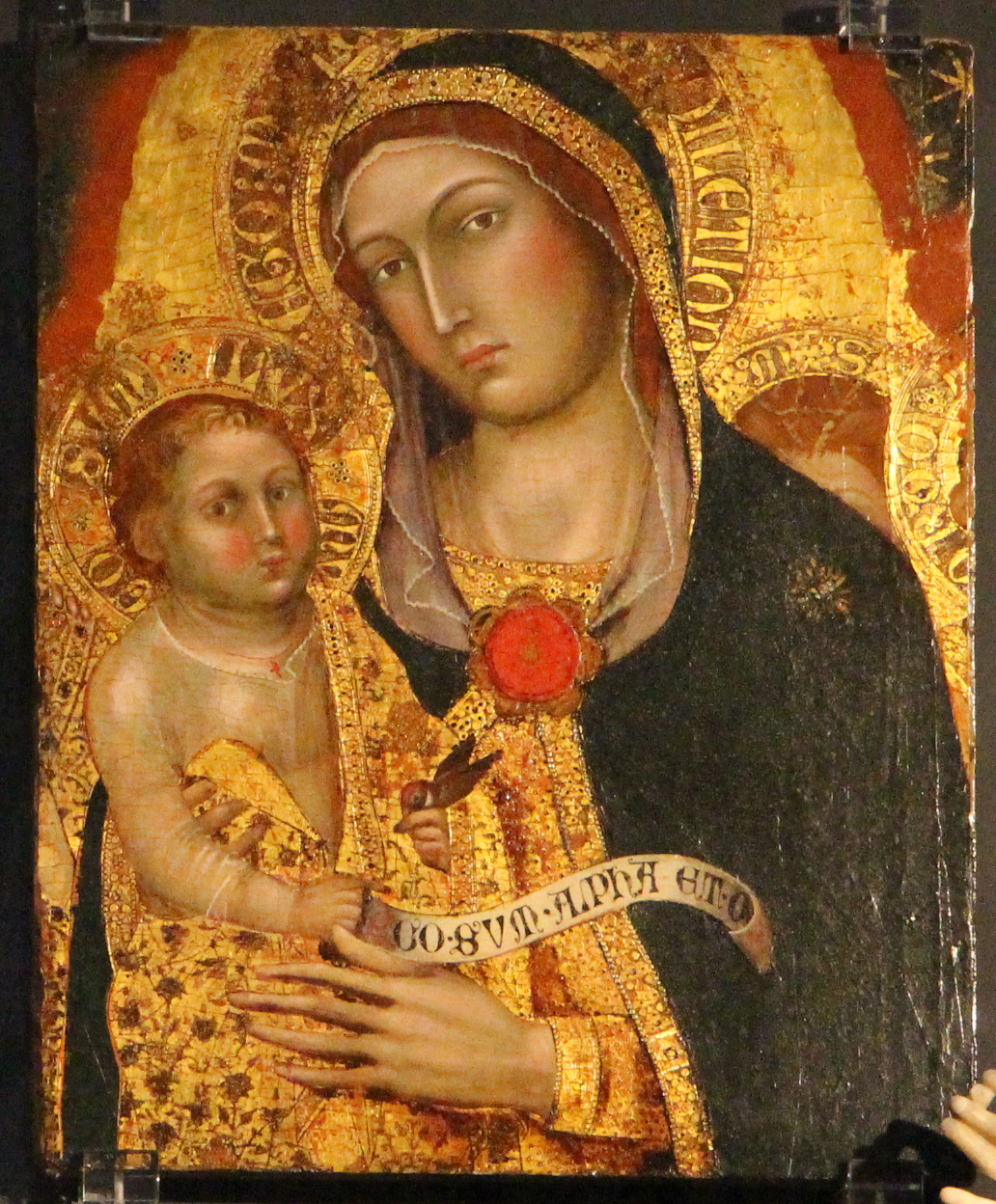
Taddeo di Bartolo, Madonna z Dzieciątkiem
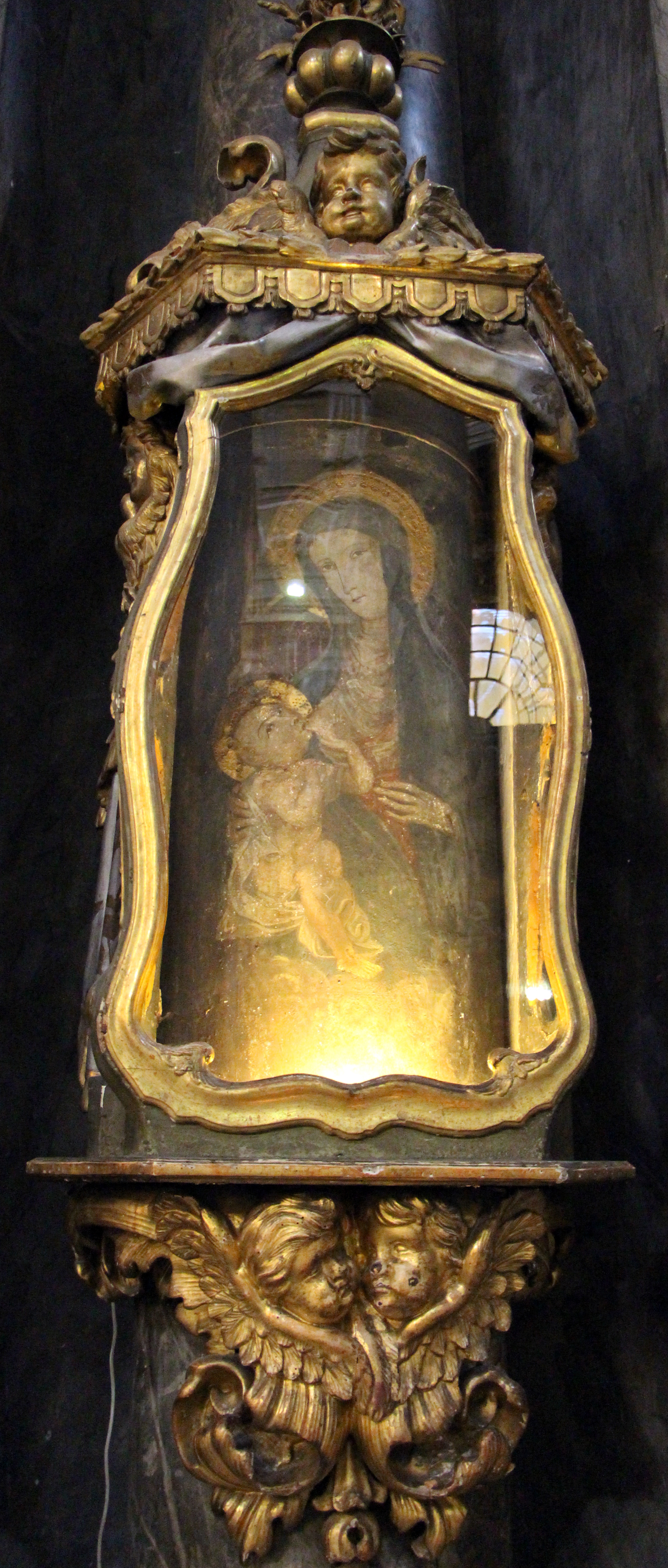
Kolumna romańska z wizerunkiem Madonny karmiącej Dzieciątko
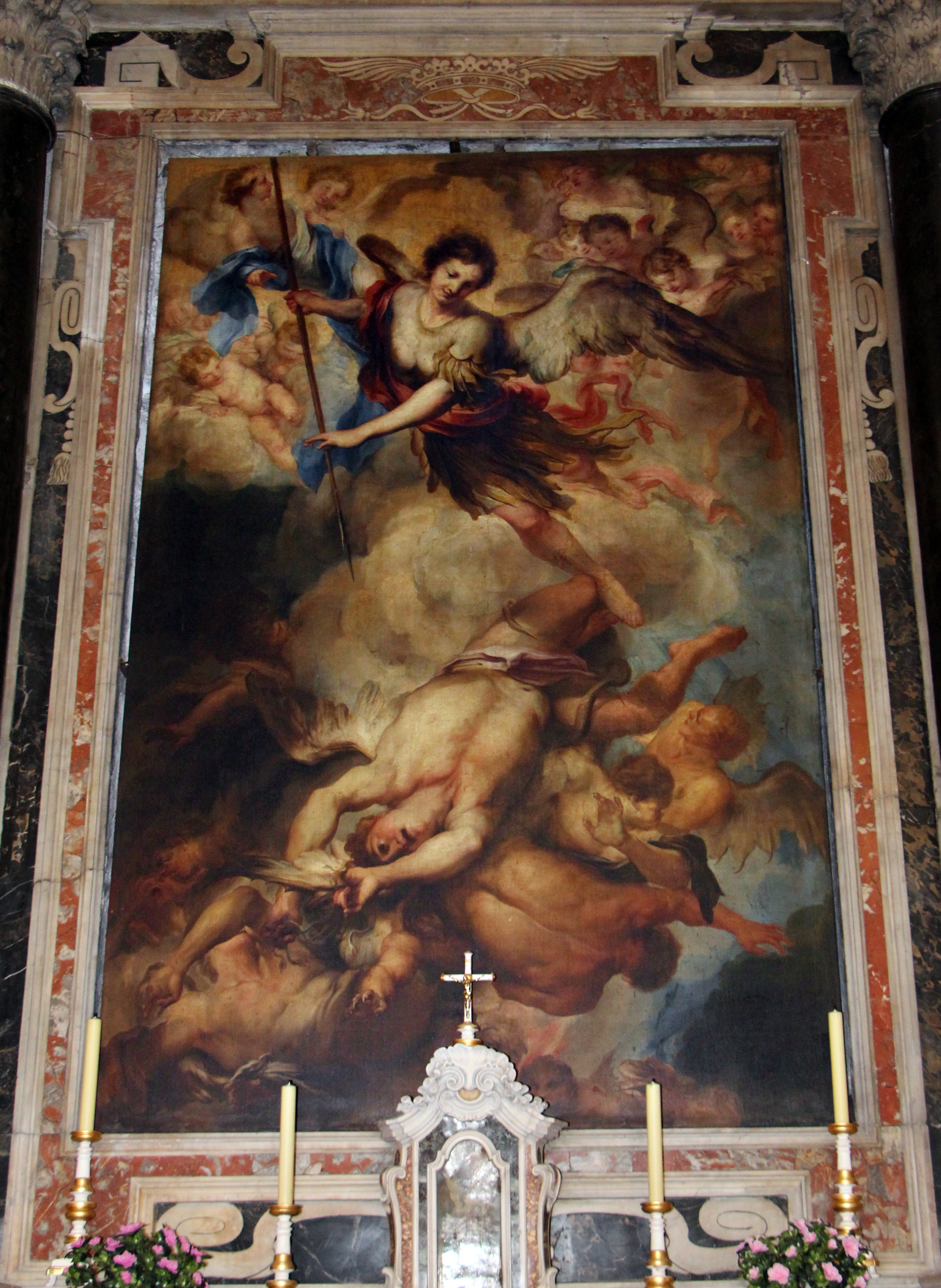
Gregorio De Ferrari, Święty Michał Archanioł
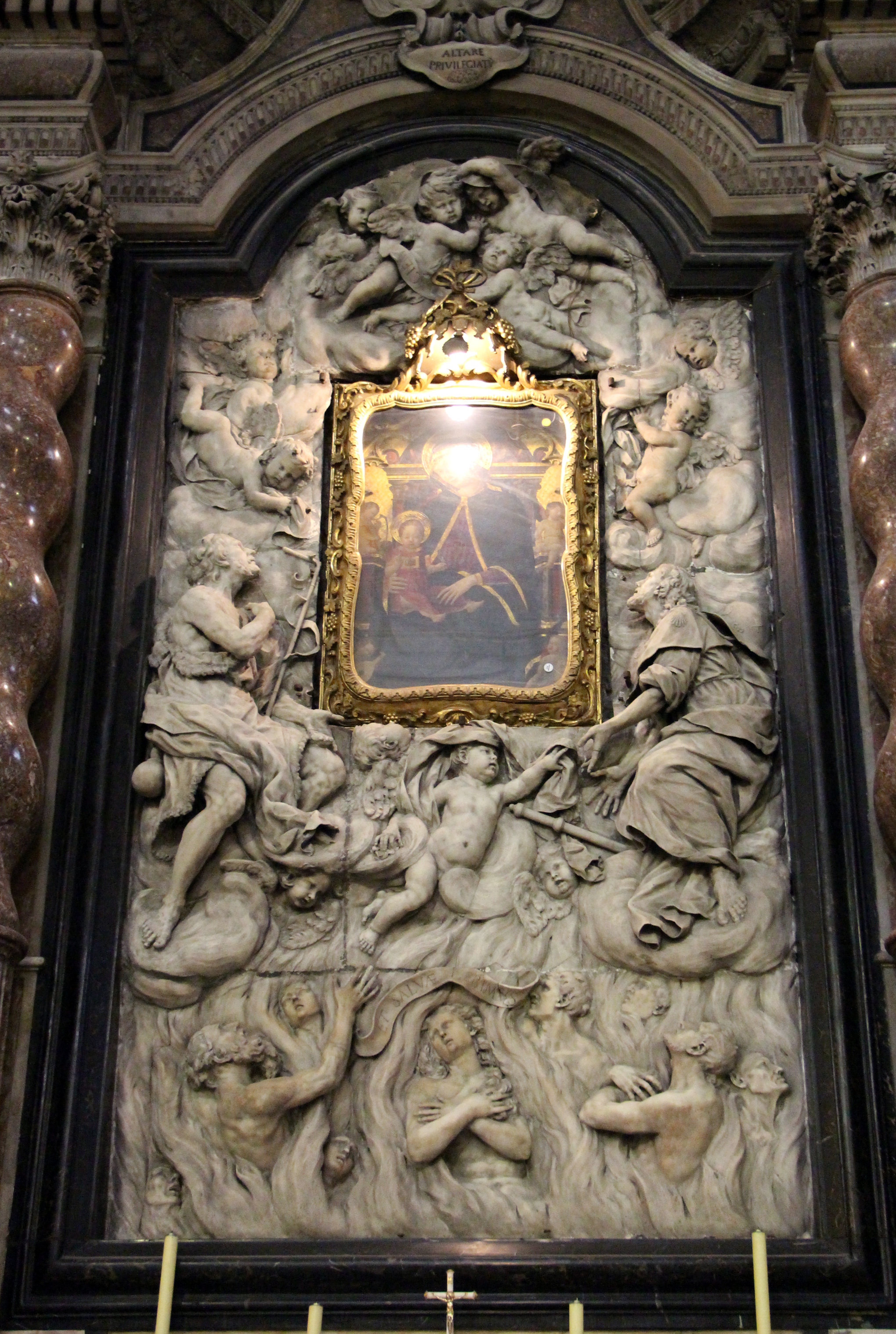
Daniello Solaro, płaskorzeźba Święci Jan Chrzciciel i Roch orędujący za duszami w czyśćcu i obraz Giovanniego Mazone Madonna z Dzieciątkiem
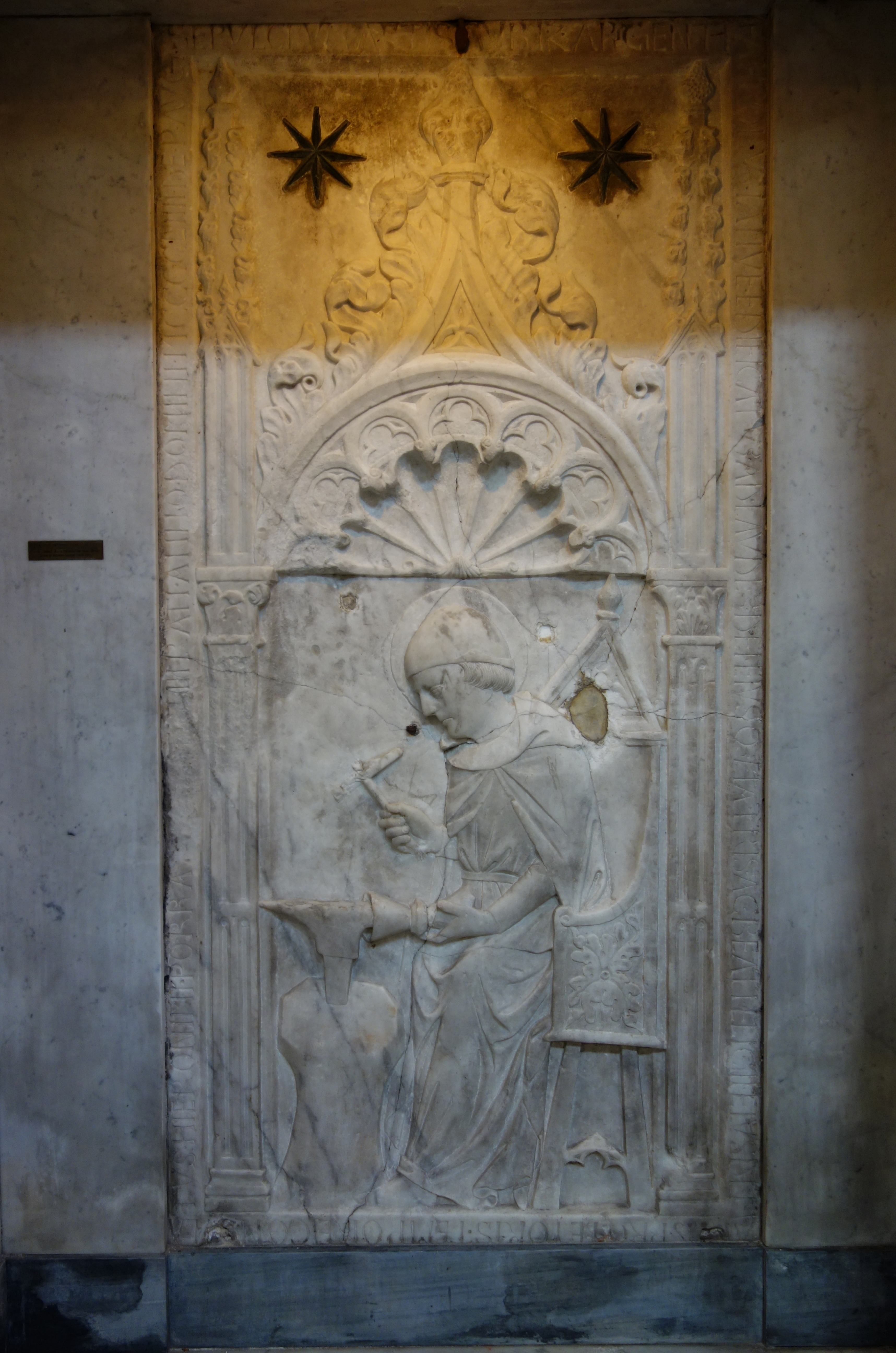
Św. Eligiusz na płycie nagrobnej Cechu Złotników